# Круглицы
Круглицы — деревня в Устюженском районе Вологодской области России.
Входит в состав Никифоровского сельского поселения, с точки зрения административно-территориального деления — в Никифоровский сельсовет.

## География
Расстояние до районного центра Устюжны по автодороге — 20 км, до центра муниципального образования посёлка Даниловское по прямой — 7 км. Ближайшие населённые пункты — Дегтярня, Раменье, Теплино.

## Население
| 2010 |
| ---- |
| 10   |

### Национальный и гендерный состав
Население по данным переписи 2002 года — 30 человек (13 мужчин, 17 женщин). Всё население — русские.

## Инфраструктура
Личное подсобное хозяйство с зоной сельскохозяйственного использования, индивидуальная застройка усадебного типа.
Основа экономики — сельское хозяйство.

## Транспорт
Деревня доступна автотранспортом.